# Janelle Cordia
Janelle Cordia (født 24. maj 1987) er en amerikansk fodboldspiller, der spiller for Fortuna Hjørring i den danske Gjensidige Kvindeliga.
Hun skrev i januar 2014, under på en kontrakt med danske Fortuna Hjørring, og spillede for klubben frem til 2019, hvor hun blev hentet til den italienske storklub Fiorentina.  I juni 2021 kom hun "hjem" til Fortuna Hjørring, hvor hun tidligere havde tilbragt fem år. 